# سداسي الميثيلين ثنائي الأمين
سداسي الميثيلين ثنائي الأمين هو مركب عضوي ذو صيغة H2N(CH2)6NH2، جزيئه ثنائي الأمين، حيث يتكون من سلسلة هيدروكربون هكسان تنتهي بمجموعات أمينية وظيفية. يأتي المركب في شكل مادة صلبة عديمة اللون (تميل إلى الصفرة في بعض العينات التجارية) ذات رائحة أمين نفاذة. يُنتج من المركب ما يقرب من مليار كجم سنويًا.